# Botrychium matricariifolium
Botrychium matricariifolium là một loài dương xỉ trong họ Ophioglossaceae. Loài này được Döll A. Braun ex W.D.J. Koch mô tả khoa học đầu tiên năm 1847.

## Hình ảnh

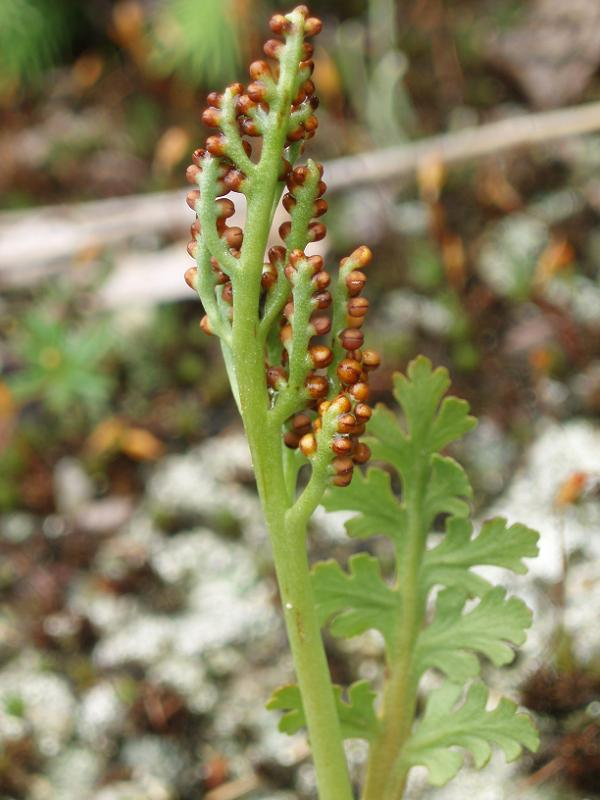
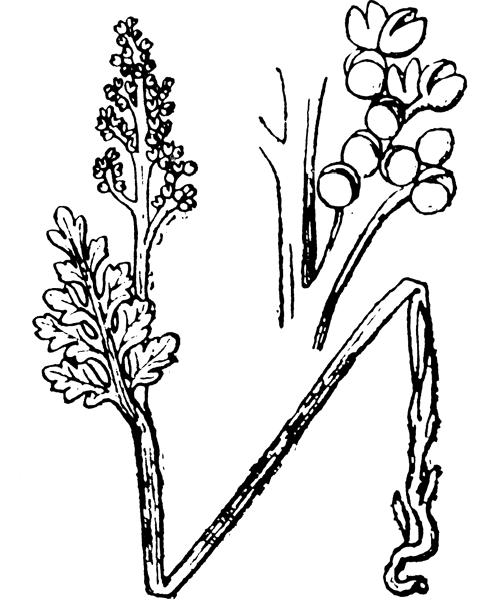
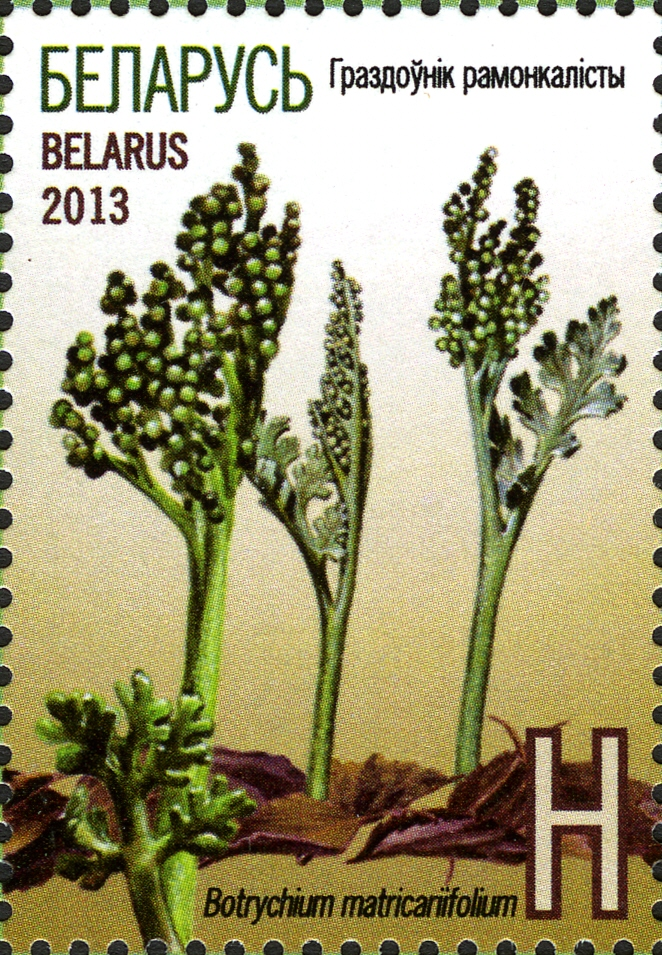
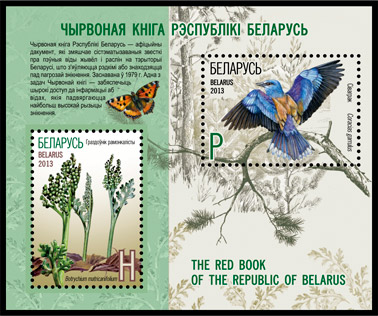